# Aviceda madagascariensis
Gavião-cuco-malgaxe, gavião-cuco-de-peito-pintado ou falcão-cuco-madagascariense  (Aviceda madagascariensis) é uma espécie de ave de rapina da família Accipitridae.
É endémica de Madagáscar.
Os seus habitats naturais são: florestas subtropicais ou tropicais húmidas de baixa altitude e regiões subtropicais ou tropicais húmidas de alta altitude.